# Добхар-Чу
Добхар Чу е същество (криптид), срещано в ирландския фолклор и представлява полу куче, полу риба. То е забелязано през 2003 от доста хора, като тази година остава годината с най-голям брой наблюдения. Добхар Чу обитава езера и блата на островната държава, като обаче няма сведения за пострадали от този звяр.

## Изследователи на езерното същество
Най-известният от изследователите на Добхар Чу е Карл Шукер, който посвещава доста от трудовете си на темата за ирландския звяр от езерата.